# روي في. رايت
روي في. رايت هو سياسي أمريكي، ولد في 8 أكتوبر 1876 في ريد وينغ في الولايات المتحدة، وتوفي في 9 يوليو 1948 في إيست أورانج في الولايات المتحدة. نشط حزبياً في الحزب الجمهوري. وقد انتخب عضو مجلس ولاية نيوجيرسي ‏.